# Amfioxiformes

1. cervell
2. notocord
3. nervi dorsal del cord
4. cua post-anal
5. anus
6. canal d'alimentació
7. sistema sanguini
8. porus abdominal
9. llacuna sobrefaríngia
10. làmines
11. faringe
12. llacuna de la boca
13. mimosa
14. boca
15. gònades (ovari/testicle)
16. sensor de la llum
17. nervis
18. plec abdominal
19. fetge

Els amfioxiformes (Amphioxiformes) són un ordre de cefalocordats comprenen unes 22 espècies de cordats marins amb la forma similar a la d'un peix. Tenen una distribució cosmopolita i en les aigües temperades i pel nord arriben fins a Escòcia. En els mars tropicals sovint es troben mig enterrats en la sorra. Són els representants moderns del subfílum Cephalochordata, que abans es consideraven un grup germana dels craniats. A l'Àsia es comercialitzen per a menjar. Són un important objecte d'estudi en la zoologia com indicació de l'origen dels vertebrats. Es consideren com la forma arquetípica dels cordats.

## Característiques físiques
Els amfioxiformes fan fins a 5 cm de llargada, essent el màxim 7 cm. Tenen un cos translúcid amb forma de peix però sense el parell d'aletes o cap altre membre. tenen una aleta caudal relativament poc desenvolupada. No tenen un autèntic esquelet.

## Famílies
- Família Asymmetronidae
  - Gènere Asymmetron
    - Asymmetron lucayanum
    - Asymmetron maldivense

  - Gènere Epigonichthys
    - Epigonichthys australis (Raff, 1912)
    - Epigonichthys bassanus (Günther, 1884)
    - Epigonichthys cingalense (Kirkaldy, 1894)
    - Epigonichthys cultellus Peters, 1877
    - Epigonichthys hectori (Benham, 1901)
    - Epigonichthys lucayanum (Andrews, 1893)
    - Epigonichthys maldivensis (Foster Cooper, 1903)
- Família Branchiostomidae
  - Gènere Branchiostoma
    - Branchiostoma belcheri
    - Branchiostoma californiense
    - Branchiostoma capense
    - Branchiostoma caribaeum
    - Branchiostoma clonaseum
    - Branchiostoma floridae
    - Branchiostoma lanceolatum
    - Branchiostoma minucauda
    - Branchiostoma moretonensis
    - Branchiostoma valdiviae
    - Branchiostoma virginiae